# Delta interior do Níger
O delta interior do Níger, também conhecido como Macina ou Massina, é o delta interior formado pelo rio Níger. Trata-se de uma área de zonas húmidas fluviais, lagos e planícies de inundação na região semiárida do Sael no centro do Mali, a sul do deserto do Saara. Com área de 64 000 km², situa-se na região afro-tropical, entre os meridianos 4 W e 6 W e os paralelos 13 N e 16 N, entre as cidades de Jené e Tombuctu. Uma parte do delta, com 41 195 km², é considerada como sítio Ramsar desde 2004. A sua extensão faz com que seja o terceiro maior sítio Ramsar do mundo. É ainda a maior planície de inundação na África Ocidental.

## Território
As águas que alimentam o delta interior do Níger vêm principalmente do rio Níger e do seu principal afluente, o Bani. Há ainda riachos menores que descem do planalto do centro do Mali, onde habitam os dogons. Da nascente do Níger, no maciço de Futa Jalom, na Guiné, o rio corre ao longo de 4100 km até desaguar nas costas da Nigéria, enquanto o Bani tem 1100 km de comprimento e nasce na região na fronteira Burquina Fasso-Costa do Marfim. O suprimento de água das torrentes do planalto central do Mali é quase insignificante, mas enchem os lagos do setor sudoeste do delta. O Mali, árido e sem litoral, depende inteiramente destes rios para o abastecimento de água. A precipitação na região do delta varia em duração e volume, dependendo da latitude. No sul, a estação chuvosa dura de julho a outubro, e a precipitação média anual é de 750 mm. No norte, vai de julho a setembro, e a precipitação média anual é de 250 mm. Esta precipitação não tem impacto sobre o delta, já que o seu regime é regido pelas chuvas que caem na região onde nascem o Níger e o Bani. As chuvas que caem nas nascentes do Níger, de maio a setembro, criam uma onda de enchentes que atinge o delta interno em outubro. A onda diminui de ímpeto à medida que continua através do delta, e quase dois terços do volume de água do Níger são perdidos através da infiltração e evaporação. Os vastos pântanos do delta filtram sedimentos e sais da água, de modo que uma vez deixada a área do delta, o Níger é caracterizado por águas claras, pobres em sais dissolvidos e livres de sedimentos.

## Ecologia e biodiversidade
O ecossistema do delta interno do Níger é fortemente dependente da precipitação e inundação que recebe. A precipitação nas bacias hidrográficas do curso superior dos rios Bani e Niger faz com que os níveis de água subam a jusante. A subida da água inunda várias partes da área baixa do delta , com a subida da água determinada pela quantidade de chuva caída a montante. Este, por sua vez, é influenciado pelo movimento para o norte da Zona de Convergência Intertropical. Existe um desfasamento entre a quantidade máxima de precipitação e o nível máximo de água na área do delta interior. Enquanto a estação chuvosa dura três meses de julho a setembro, as bordas oeste e sul da área do delta não são inundadas até ao início ou meados de outubro. A consequência é que partes do delta são inundadas enquanto a estação seca já vai bem adiantada. De notar que apenas as partes mais baixas são inundadas anualmente: as zonas mais altas recebem inundações em períodos mais intermitentes devido à variação do nível da água. Esta divisão em cerca de três zonas (inundada, periodicamente inundada e não inundada periodicamente), cria padrões que variam de natureza de acordo com a sua proximidade à água e a elevação do corpo de água principal. Por sua vez, isso afeta fortemente o uso da terra dentro e ao redor do delta interior, já que o impacto humano é impulsionado pela agricultura, tanto irrigado e sequeiro, pastoreio de rebanhos e coleta de lenha para combustível, tudo dependendo da disponibilidade de água.

### Flora
No delta interno do Níger foram identificados três tipos diferentes de vegetação: vegetação submersa e flutuante em águas rasas ou estagnadas, vegetação parcialmente submersa e mata ciliar dominada por gramíneas e vegetação que se desenvolve em bancos de areia que ficam expostos com a retirada das águas. Nas águas dos lagos, as florações de algas são comuns, o que reduz consideravelmente a transparência da água. A metade sul do delta consiste em uma planície aluvial onde crescem ervas como Acroceras amplectens, Echinochloa pyramidalis, Echinochloa stagnina e Eragrostis atrovirens. Na borda do delta, em pastagens fortemente danificadas pelo gado, dominam espécies como Andropogon gayanus, Cynodon dactylon e Hyperthelia dissoluta. Ao longo dos cursos de água, há vegetação rasteira da espécie Cyperus maculatus e crescem árvores como Mimosa asperata e Pleiarina chevalieri. No sul, estendem-se até ao delta áreas dispersas de mata de galeria, ao longo do curso dos rios. Nas zonas mais altas há Diospyros spp. e Kigelia africana. A metade setentrional do delta é caracterizada árvores como palmeiras, Hyphaene thebaica e Borassus aethiopum que se encontram junto das povoações. Outras espécies são Acacia nilotica, Khaya senegalensis, Mimosa asperata e Ziziphus abyssinica

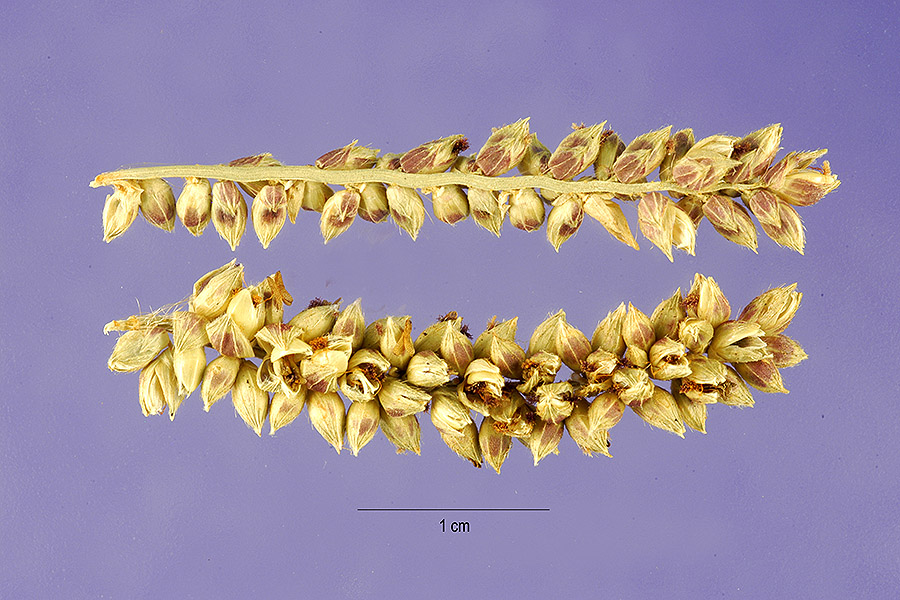
Grãos de Echinochloa pyramidalis
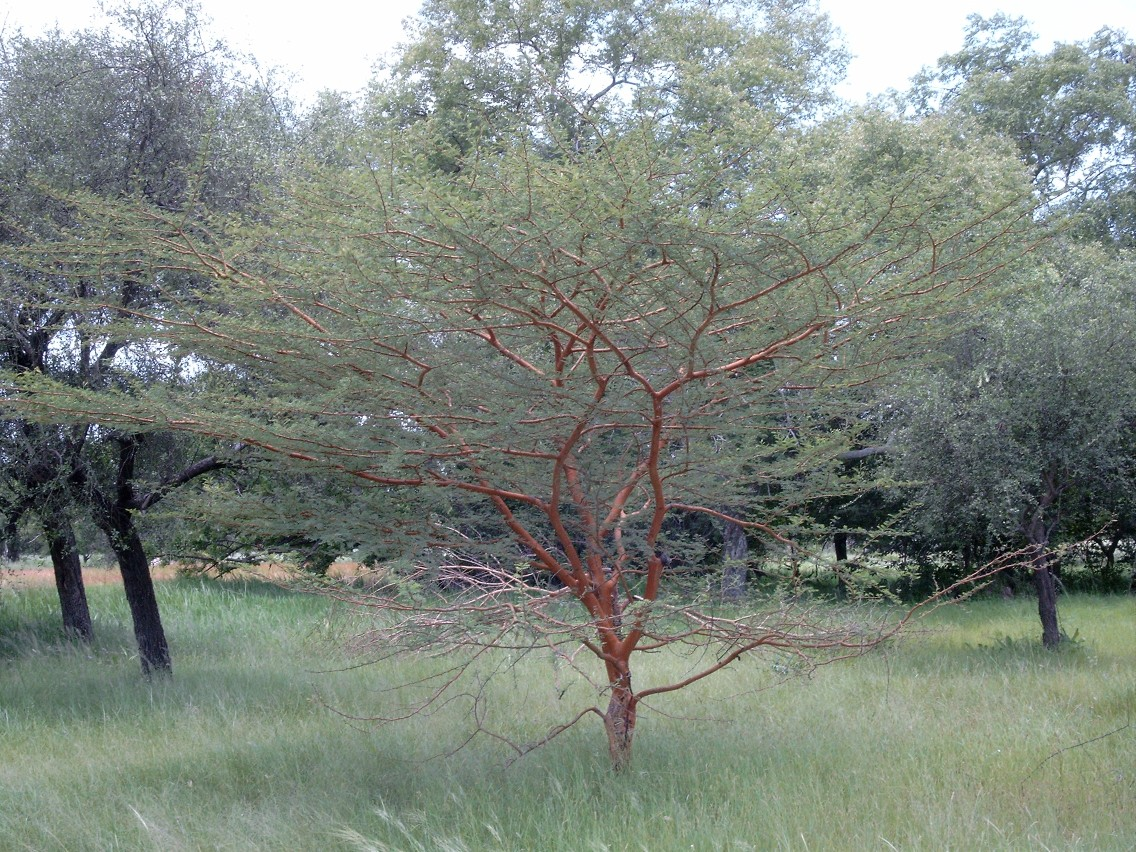
Acacia seyal
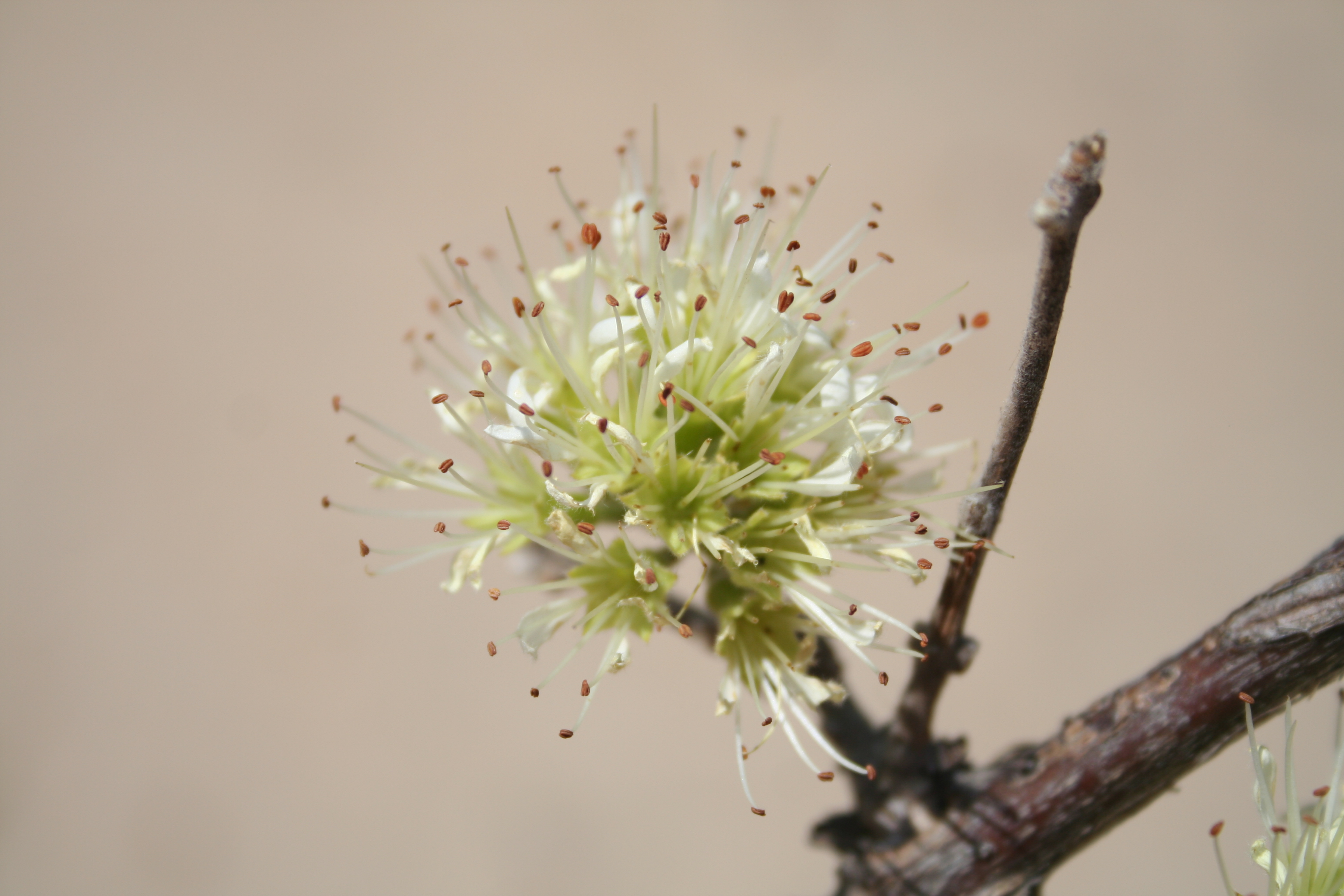
Combretum aculeatum

### Fauna
Quanto à fauna, o delta tem muitas espécies de aves, entre elas Anas querquedula, Anas acuta e Philomachus pugnax, que se juntam para invernar, e colónias reprodutivas de cormorões, garças, colhereiros, íbis e outras aves aquáticas, como a subespécie ocidental do grou-coroado-preto (Balearica pavonina pavonina), em perigo de extinção. A maior parte deos grande mamíferos desapareceu da região por causa da caça. Entre as poucas espécies restantes está o peixe-boi-africano (Trichechus senegalensis), que vivie nos rios e se alimenta de plantas subaquáticas. Além disso, os rios são ricos em peixe, com mais de 110 espécies. Poucas espécies são endémicas, porque o rio Níger esteve ligado aos sistemas dos rios Chade e Nilo em tempos antigos, existindo só duas espécies endémicas: o bagre da família Mochokidae Synodontis gobroni e um ciclídeo, Gobiocichla wonderi.

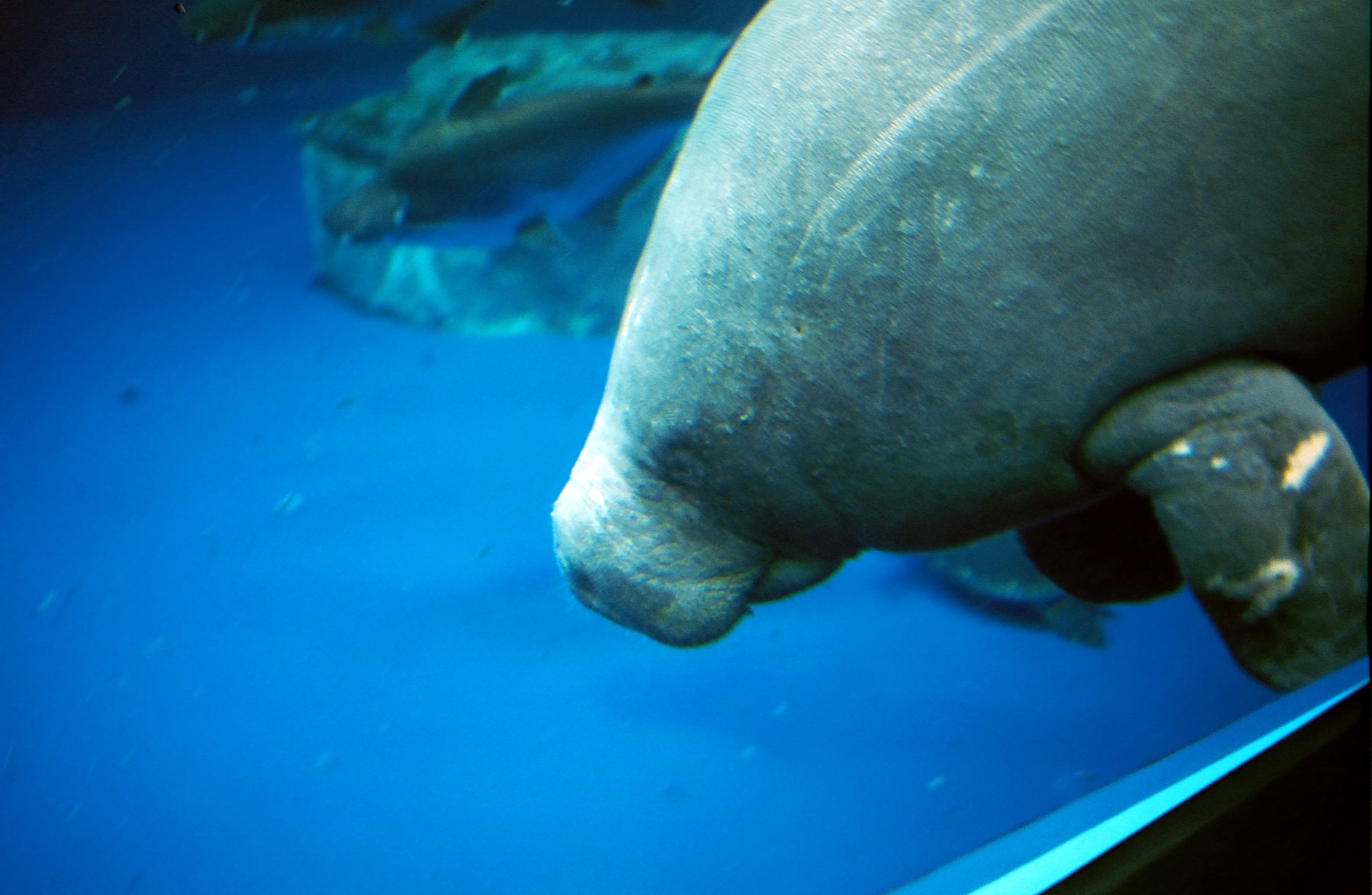
Peixe-boi-africano (Trichechus senegalensis)
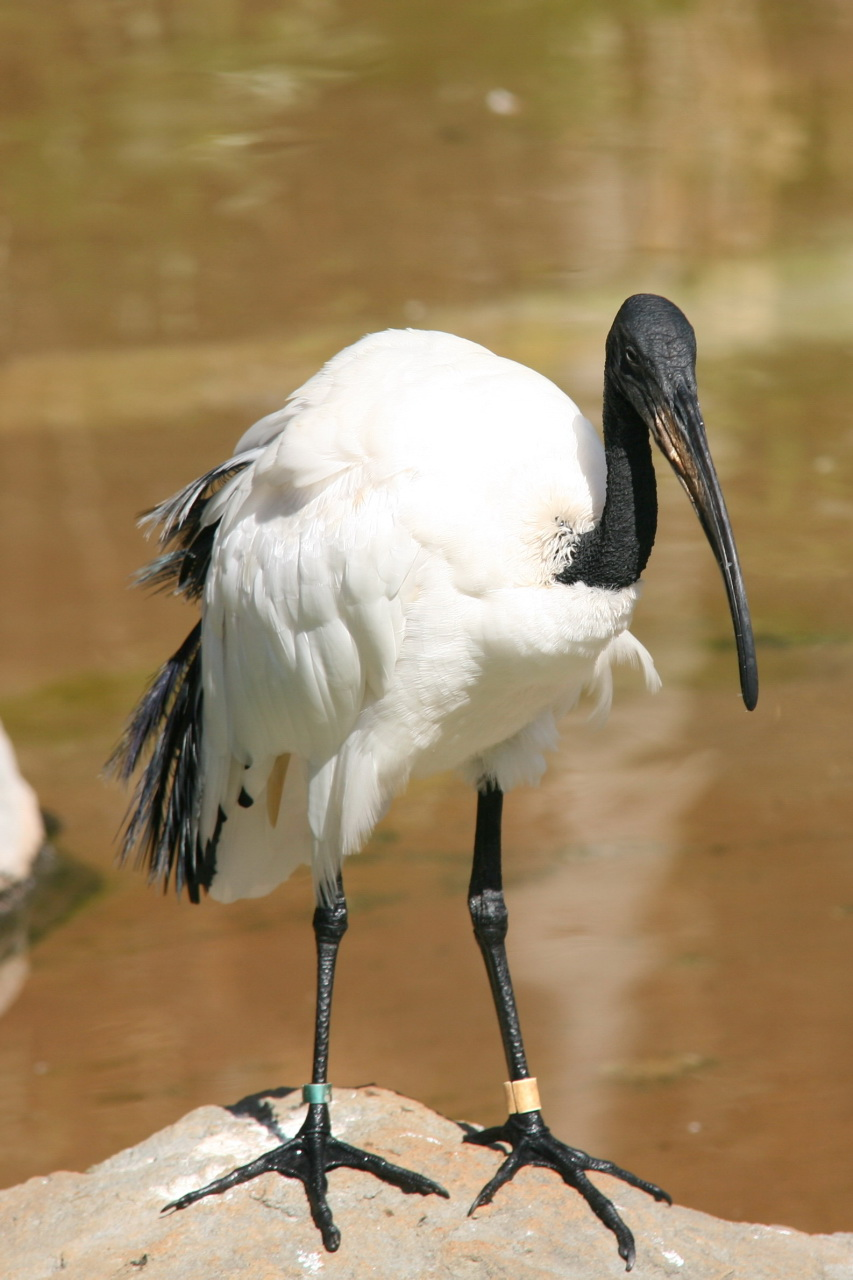
Íbis-sagrado (Threskiornis aethiopicus)
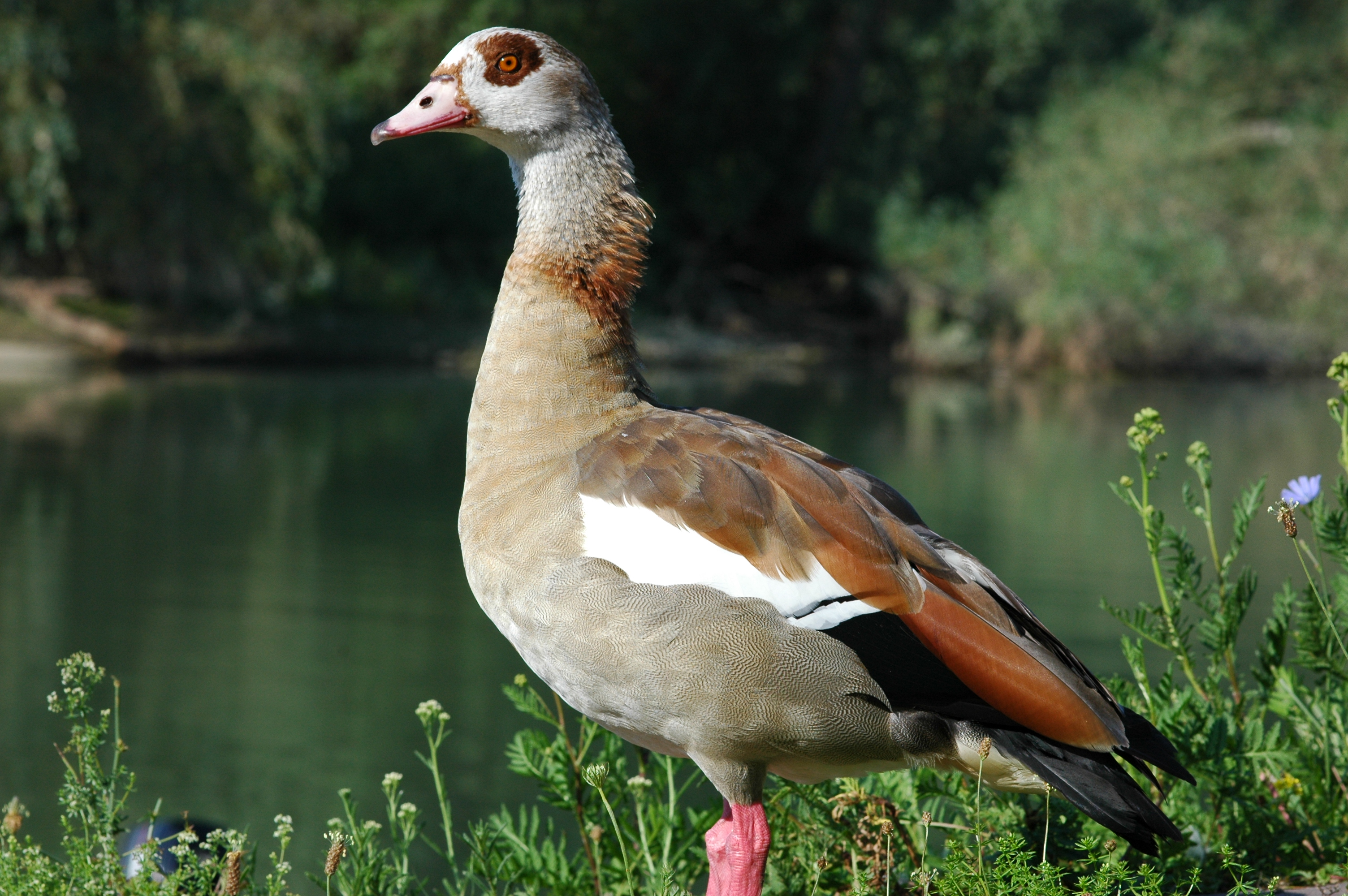
Ganso-do-egito (Alopochen aegyptiacus)
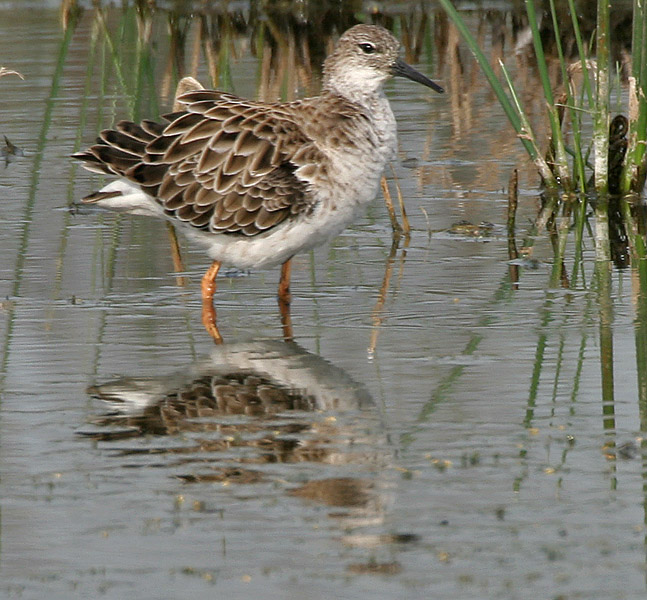
Combatente (Philomachus pugnax)
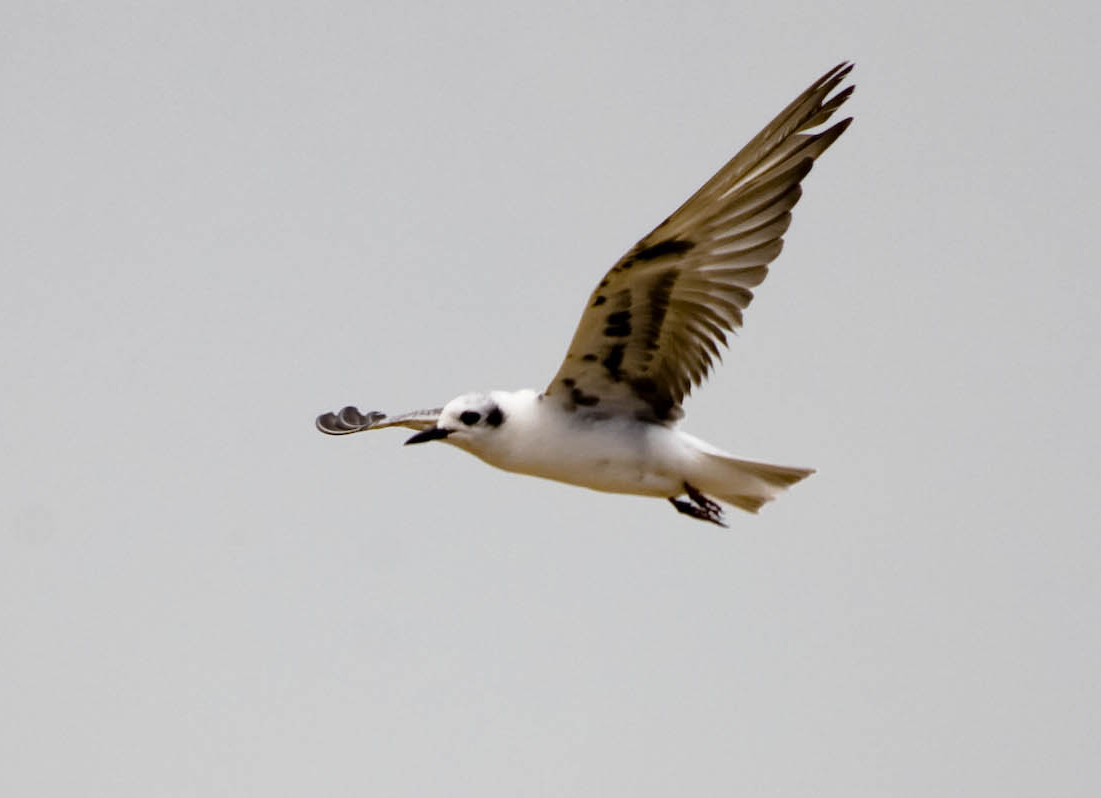
Gaivina-de-asa-branca (Chlidonias leucopterus) em pleno voo

Tal como muitos outros espaços de água tropicais, o delta interior do Níger possui abundante fauna de répteis. A pitão-africana (Python sebae) e o varano-do-nilo (Varanus niloticus) são particularmente notáveis. Cobras (incluindo a naja-egípcia Naja haje) e víboras, incluindo a víbora muito perigosa Bitis arietans, são numerosas em alguns locais. Alguns répteis ainda têm grande importância económica, como os lagartos-monitores. De acordo com as observações da DNAER (Direção Nacional de Planeamento e Equipamentos Rurais do Mali), datadas de 1996, entre 300 000 e 500 000 lagartos são capturados anualmente e os couros enviados para Bamaco para serem trabalhados ou exportados. Entre os répteis que se tornaram raros estão o crocodilo-do-nilo (Crocodylus niloticus) e a ameaçada tartaruga-terrestre (Geochelone sulcata).

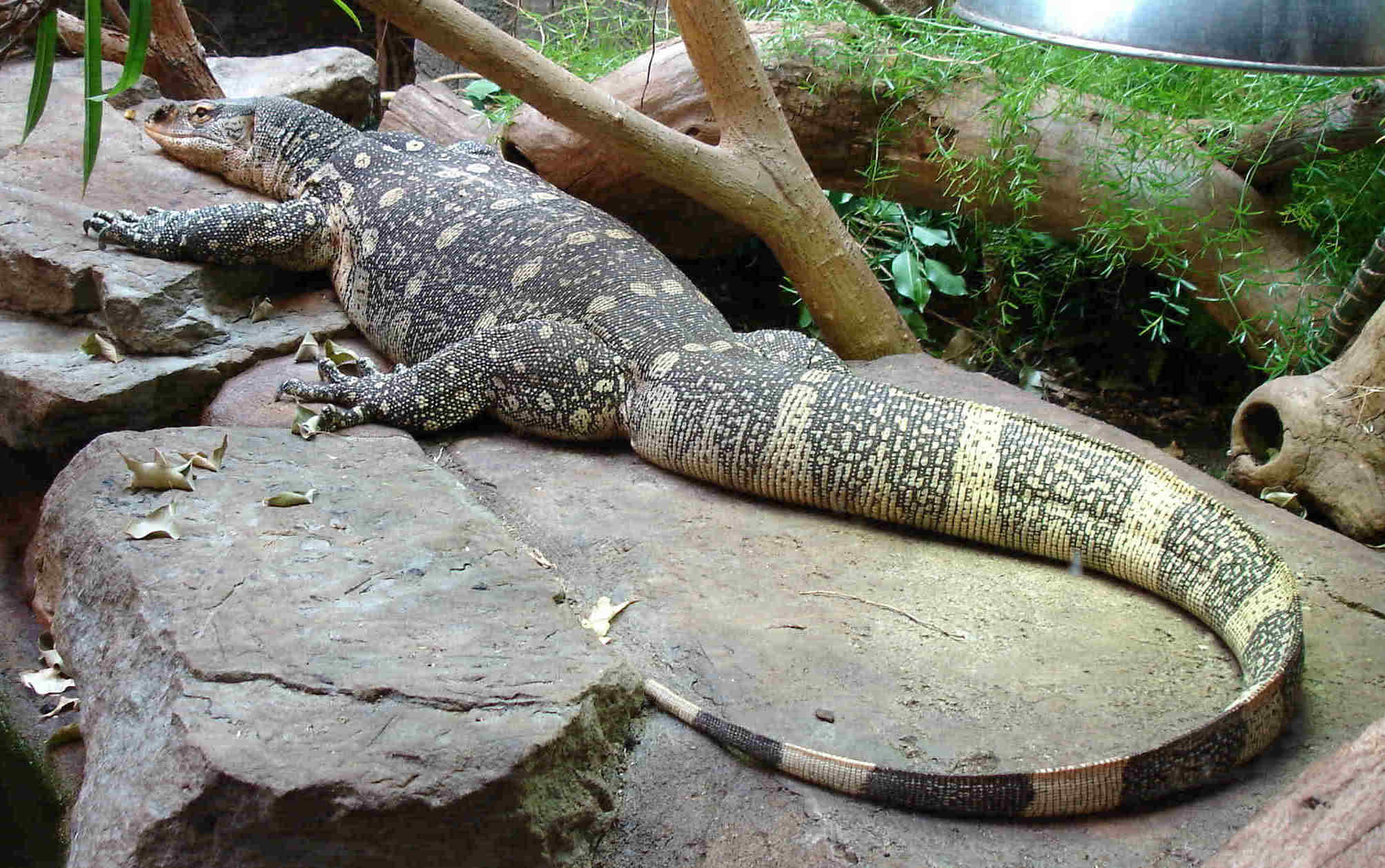
Varano-do-nilo (Varanus niloticus ornatus)
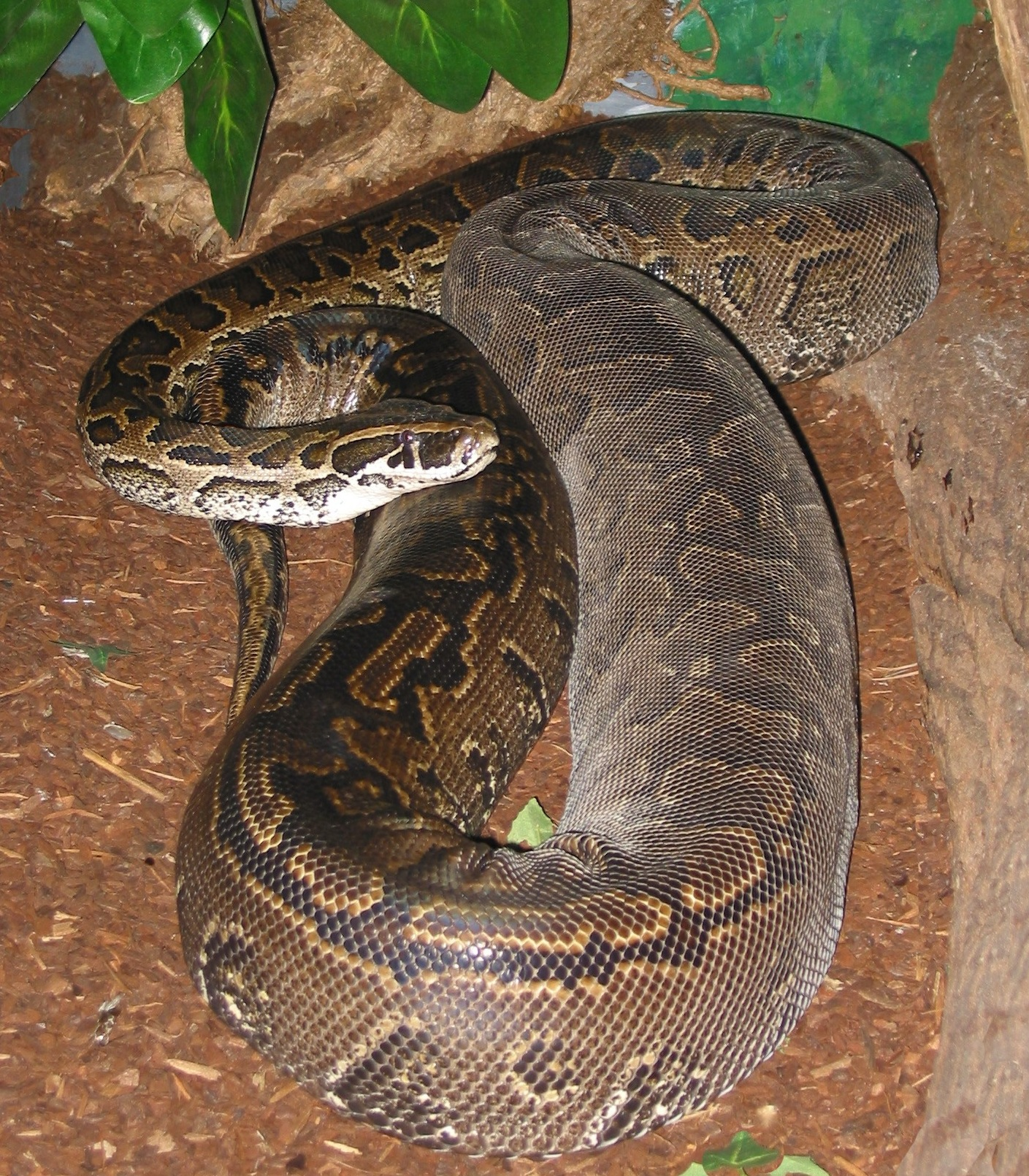
Pitão-africana (Python sebae)
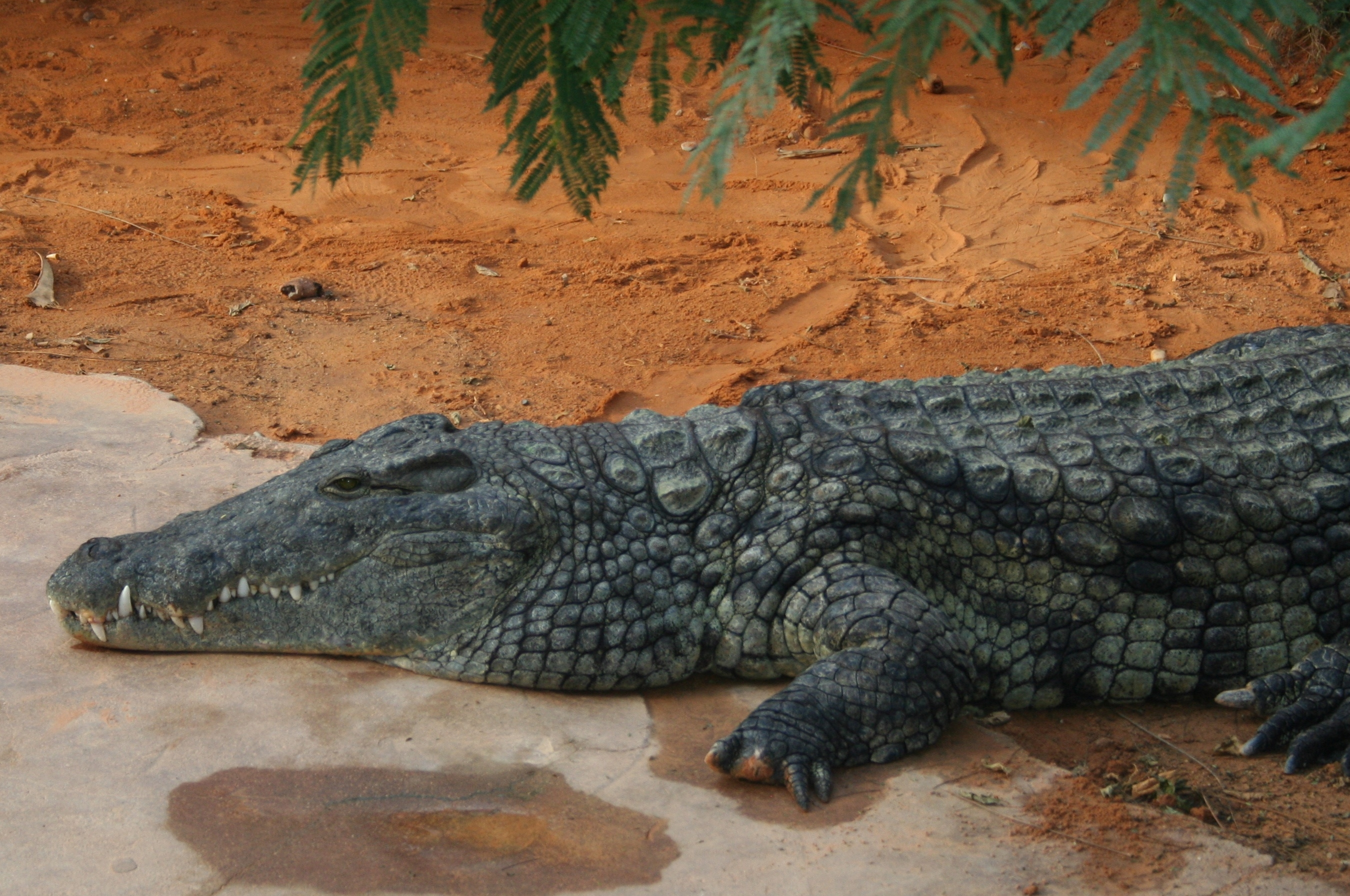
Crocodilo-do-nilo (Crocodylus niloticus)

## Ameaças

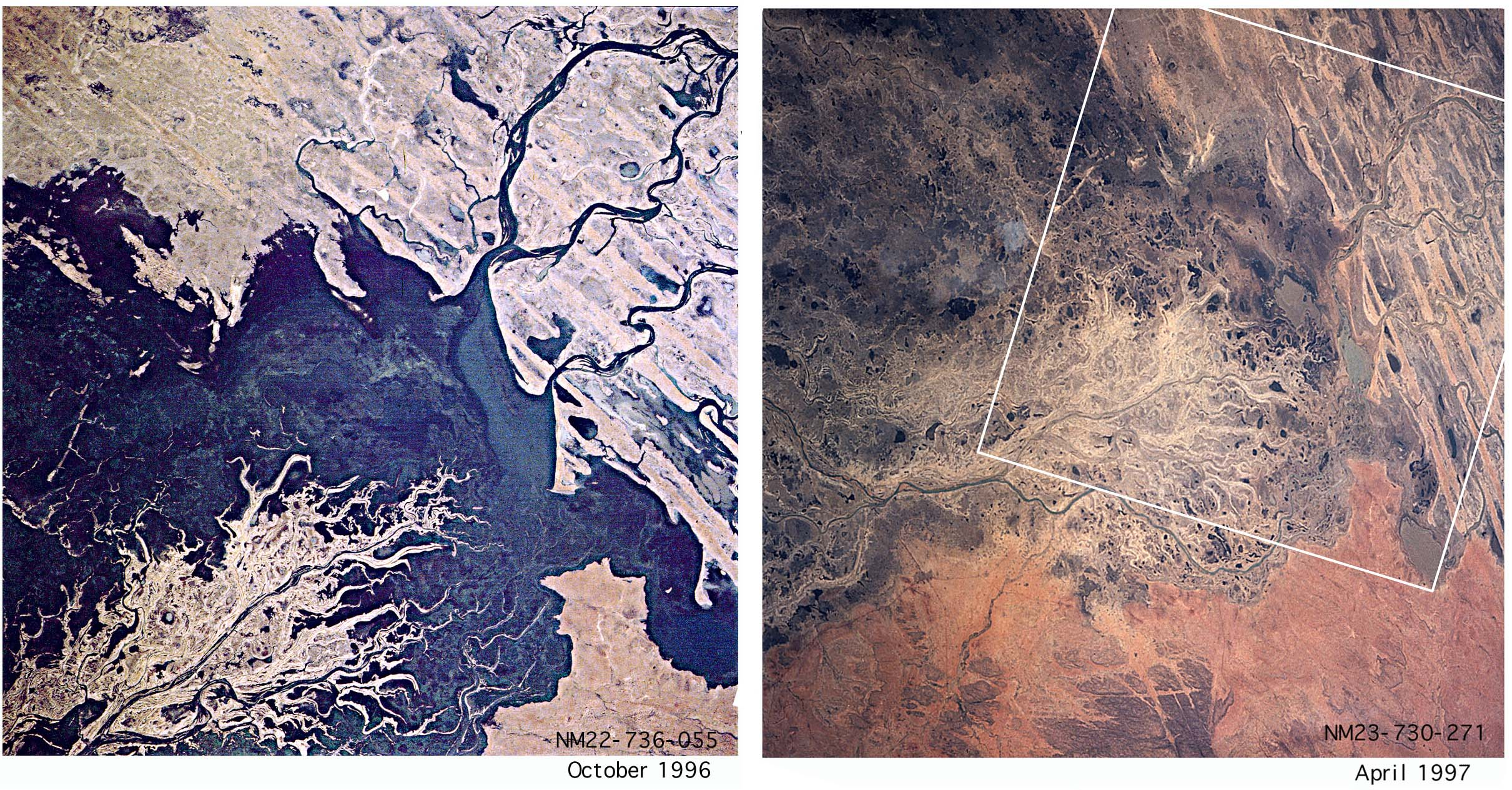
Imagens de satélite onde se pode observar a mudança da cobertura vegetal entre a estação das cheias (A) e a estação seca (B). Em (A), em outubro de 1996 (imagem NASA NM22-736-055) a vegetação verde-escura é semelhante quando a água das chuvas de verão passa pela região. Embora a cobertura vegetal dure apenas alguns meses, fornece forte contraste visual com o campo deserto ao redor. Em (B), de abril de 1997, as zonas húmidas secaram e o delta interior é de cor uniforme (imagem NASA NM23-730-271). A caixa branca descreve a área coberta pela vista

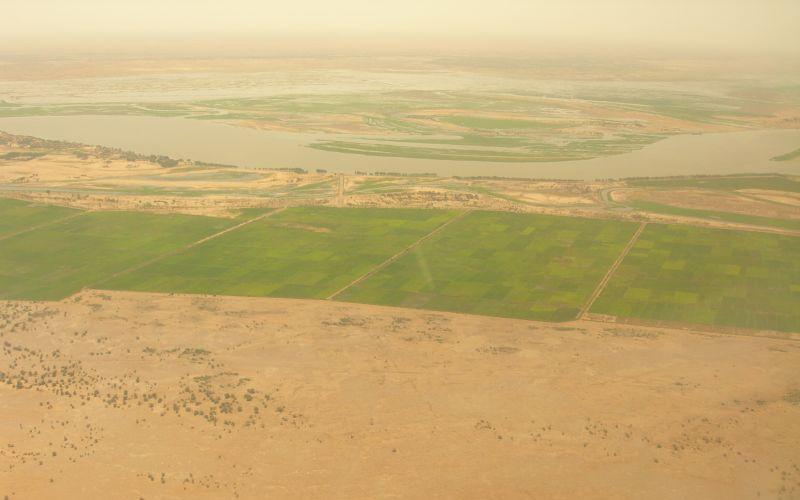
Imagem da zona agrícola no delta

A construção de um grande projeto de irrigação a montante do delta interior do Níger ameaça a sua ecologia e a subsistência dos seus habitantes. O projeto de irrigação de 100000 ha é uma extensão da área irrigada pelo Office du Niger através do canal Malibia. A extensão, que estava em construção em 2010, é financiada pela Carteira de Investimentos da Líbia Africana, que também terá o direito de explorar a terra irrigada. O projeto reduzirá a área sob inundação profunda no delta interior em 43%. A área sob inundação profunda é crucial para os pastores, porque só cresce o "borgou" ou erva-do-hipopótamo (Echinochloa stagnina), uma planta particularmente nutritiva para o gado. Pastores nómadas vêm de lugares tão distantes como o Burquina Fasso e Mauritânia para permitir que o seu gado pastoreie no delta interior.
Os três sítios Ramsar no delta interior do Níger são o Lago Horo, Lago Debo, e a planicie de inundação Séri.
Nos últimos tempos, uma combinação de poucas inundações, chuvas limitadas, aumento da população humana e mudanças nas práticas administrativas aumentaram a pressão sobre o delta. Embora as pessoas explorem intensamente o delta interior do Níger nos últimos mil anos, o uso de recursos foi ditado por um sistema tradicional e complexo de gestão. Meia dúzia de grupos étnicos diferentes usaram o delta, desenvolvendo a pastorícia, pesca e agricultura, sincronizando os seus movimentos com a inundação anual do rio. Cerca de um milhão de pessoas vivem na região. Hoje, os sistemas tradicionais de gestão foram descontinuados, substituídos por regulamentações governamentais ineficazes e confusas. Num caso, as leis do Mali até chegaram a encorajarar o desmatamento.
Sem a gestão tradicional da pesca, mais pessoas pescam (anteriormente apenas dois grupos étnicos pescavam), e a diversidade de peixes vai diminuindo. Várias espécies economicamente importantes estão em declínio ou extintas, causando graves dificuldades financeiras para os pescadores. Muitas espécies de peixes desapareceram após secas graves em 1994, mas o declínio foi agravado por projetos de gestão da água e exploração excessiva. Os métodos tradicionais de captura de peixe ainda são usados, com a colheita intensiva ocorrendo durante a estação seca, pois os peixes ficam presos em lagos e canais em declínio. Os pescadores seguem os peixes enquanto migram pelo delta. Equipamentos modernos, como redes de náilon, estão cada vez mais disponíveis
Os sistemas radicais de manejo já regulamentaram a atividade pastoril. Os pastores encaminham os rebanhos para terras áridas e irrigadas pela chuva, à medida que as águas sobem, e trazem o gado de volta para a planície de inundação para pastar em gramíneas ricas em proteínas à medida que a água recua. A pecuária é abundante, com cerca de 2 milhões de cabeças de gado bovino e 3 milhões de ovelhas encontradas nos rebanhos de gado de maior densidade na África. O pastoreio excessivo combinado com as secas graves das últimas décadas resultou na degradação da terra e na perda de pastagens. A degradação do habitat também é causada pelo desmatamento, erosão e má gestão agrícola na bacia hidrográfica do Níger. A erosão leva ao aumento de depósitos de areia que, em seguida, preenchem pequenos poços e riachos, erradicando a vegetação e os moluscos aquáticos. O desmatamento no delta diminui o habitat das aves, removendo as árvores de poleiro e de reprodução. Na década de 1990 a combinação de seca e desmatamento levou ao desaparecimento de dois terços das colónias de aves.
Os níveis de água, as populações de aves e as capturas de peixes aumentaram nos últimos anos com chuvas adequadas, mas as águas dos rios ainda estão ameaçadas pelos projetos de gerenciamento de água. A barragem de Selingue e outras represas menores têm um impacto negativo na pesca, cortando as migrações dos peixes e alterando o momento da inundação anual do delta. Dentro do delta, arroz, milho, milho-miúdo (milhete) e trigo são cultivados nos ricos solos de várzea. A agricultura varia do nível básico de subsistência a projetos maiores e irrigados, como o programa especial da FAO para um projeto-piloto de segurança alimentar na região de Mopti. Grandes projetos de irrigação de arroz teriam vários efeitos adversos na ecologia da planície de inundação. Esses projetos exigem controle hidrológico total e perturbariam a distribuição natural de espécies de peixes, insetos e aves. Alguns peixes, como o Alestes baremose e o Tilapia zillii, comem arroz e podem florescer, enquanto outros peixes e espécies de aves podem declinar como resultado de alterações ambientais. Projetos de irrigação também podem incentivar o uso de pesticidas no controle de insetos e de outras pragas, como o tecelão-de-bico-vermelho (Quelea quelea).